# 정지선 (요리 연구가)
정지선(1983년 7월 3일 ~ )은 대한민국의 요리 연구가다. 중식 브랜드 '티엔미미'의 오너 셰프다. 네슬레의 한국담당, 더 플라자의 중식당 '도원'의 딤섬 및 디저트 담당 등을 역임했다.

## 출연 작품

### TV 버라이어티
- SBS Plus 《강호대결 중화대반점》 (2015~2016)
- JTBC 《냉장고를 부탁해》 (2018)
- KBS2 《사장님 귀는 당나귀 귀》 (2023~2025)
- MBN 《속풀이쇼 동치미》 (2023)
- 채널A 《도전! 애슐랭 아이셰프》 (2023)
- 넷플릭스 오리지널 《흑백요리사: 요리 계급 전쟁》 (2024)
- 채널A 《절친 토큐멘터리 4인용 식탁》 (2024)
- MBN 《전현무계획》 (2024)
- JTBC 《냉장고를 부탁해 since 2014》 (2025)
- TV CHOSUN 《아빠하고 나하고》 - 여경래 편 VCR 출연 (2025)

## 도서
- 차이나는 요리 (2017)
- 딤섬의 여왕 (2018)
- 주당셰프들의 오늘밤 술안주 (2020)

## 수상 목록
- 2023년 KBS 연예대상 여자 신인상
- 2024년 KBS 연예대상 리얼리티 부문 여자 우수상

## 평가
2021년 티엔미미는 《블루리본 서베이》가 매년 발간하는 《서울의 맛집》에서 〈주목할 만한 새 맛집〉으로 선정된 바 있다.